# Wapen van Sint Eustatius

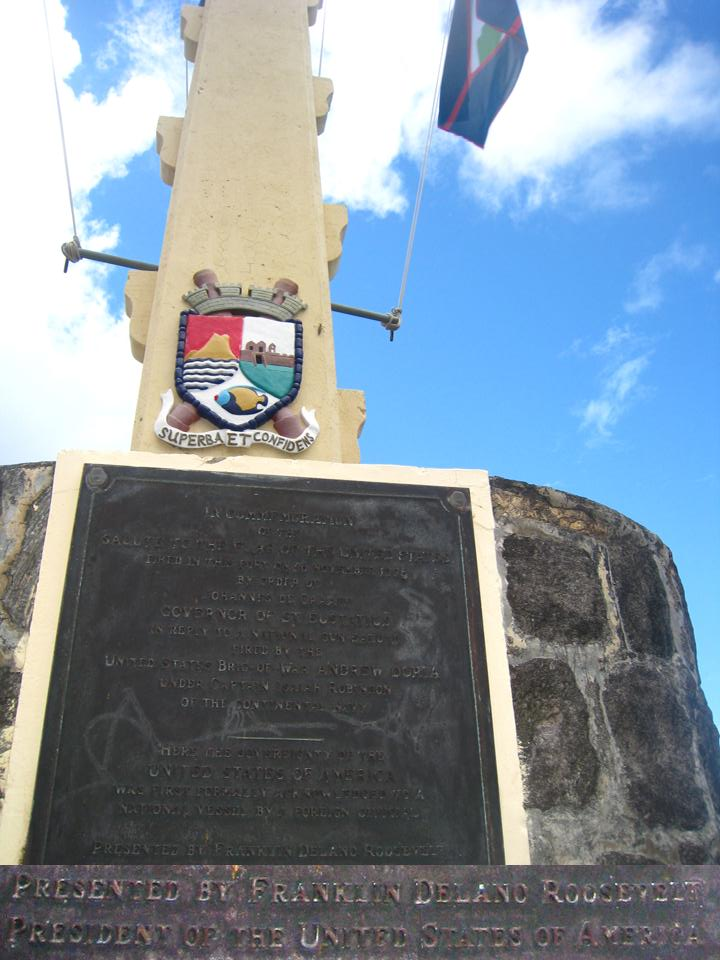
Het wapen op een vlaggenmast op het fortplein van Fort Oranje

Het wapen van Sint Eustatius is het heraldisch wapen van Sint Eustatius. Het wapen is op 16 november 2004 tijdens Statia Day officieel gepresenteerd.

## Beschrijving
Het wapen is als volgt beschreven: Ingebogen gekapt van zilver, beladen met een zee-engel van natuurlijke kleur; rechts golvend doorsneden; I in keel een uitkomend rotsmassief van goud, bestaande uit twee gedeelten, waarvan het achterste gedeelte een derde van de hoogte van het voorste heeft; II golvend gedwarsbalkt van tien stukken van azuur en zilver; links doorsneden; I in zilver een uitkomend fort met gekanteelde ommuring van oranje, bestaande uit een toegangspoort en twee spitsvormige torens verlicht van sabel en een klokkentoren verlicht van het veld; II van sinopel.
Het schild omsloten door een kralenketting van azuur, geplaatst op twee schuingekruiste rietstengels van natuurlijke kleur en gedekt met een stenen kroon van zilver, gevoegd van sabel, bestaande uit vier torens met elk vier kantelen. Wapenspreuk: SUPERBA ET CONFIDENS in Latijnse letters van sabel op een lint van zilver. 

## Symboliek
Het wapen staat voor het verleden, het heden en de toekomst. 
- Het deel met de gouden berg staat voor het verleden. In de achttiende eeuw was het eiland een van de drukste en belangrijkste doorvoerhavens van het Caribische gebied. Er gingen in de handel op het eiland fortuinen om wat Sint Eustatius de bijnaam van “De Gouden Rots” bezorgde. Golden Rock is tevens de naam van het volkslied. In het wapen rijst de slapende vulkaan de Quill, die het silhouet van het eiland bepaalt, daarom in goud op uit de Caribische golven. Overal op het eiland herinneren monumenten en historische ruïnes aan deze rijke periode uit de Statiaanse geschiedenis.
- Het deel met het fort staat voor het heden. Het gerestaureerde Fort Oranje is nog steeds het centrum van het openbare leven op het eiland, waar veel plechtigheden en feestelijkheden plaatsvinden.
- Het onderste deel met de zee-engel verwijst niet alleen naar de onderwaterfauna rondom het eiland, maar ook naar de toekomst. Het ecologisch erfgoed van Sint Eustatius biedt het (duik)toerisme vele groeimogelijkheden.

Het schild is gedekt met een muurkroon die symbool staat voor de krans van verdedigingswerken die het eiland omringde en waarvan nog vele batterijen als ruïne op het eiland aanwezig zijn.
Een ketting van “blue beads” omringt het wapen. Deze kralen werden in de 17e eeuw door de handelaren gekocht van glasblazers in Venetië en door hen gebruikt als betaalmiddel aan de Afrikaanse kust en ook om de slaven te belonen voor hun arbeid. Door de slaven werden ze vervolgens gebruikt als ruilmiddel. Ze spoelen nog steeds aan op de kusten van het eiland.
Het wapen is geplaatst op twee gekruiste suikerrietstengels: een herinnering aan de suikerplantages waar slaven tewerkgesteld waren en waarvan de ruïnes nog overal op het eiland uit het landschap opduiken. De grenzen ervan vormen de basis voor het huidige wegennet.
De wapenspreuk Superba et confidens staat voor “Trots“ op het verleden en “Vol Vertrouwen“ in de toekomst.

## Geschiedenis
Het wapen is in 1999 ontworpen door Walter Hellebrand. De Hoge Raad van Adel heeft in 2002 een aantal verbeterpunten ter overweging meegegeven. Dit advies bleef zonder gevolgen voor het wapen..
Bij Koninklijk Besluit van 20 september 2010, nr. 10.002023 werd het wapen van het openbaar lichaam Sint Eustatius bevestigd. 